# Valverde del Fresno
Valverde del Fresno – gmina w Hiszpanii, w prowincji Cáceres, w Estramadurze, o powierzchni 196,97 km². W 2011 roku gmina liczyła 2454 mieszkańców.